# سنگ کلیدر
سنگ کلیدر، روستایی است از توابع بخش مرکزی شهرستان سبزوار استان خراسان رضوی ایران. نام قدیم این روستا قلعه چمن هست . این روستا محل وقوع ماجرای مبارزات  گل محمد کلمیشی است که رمانی ده جلدی براساس این واقعه توسط محمود دولت آبادی نوشته شده است 

## جمعیت
این روستا در دهستان رباط قرار داشته و بر اساس سرشماری سال ۱۳۸۵ جمعیت آن ۴۷۹ نفر (۱۴۰ خانوار)
بوده است.